# Russell Downing
Russell Downing (Rotherham, South Yorkshire, Anglaterra, 23 d'agost de 1978) és un ciclista anglès, professional des del 1998. Actualment corre a l'equip JLT Condor.
En el seu palmarès destaca el campionat nacional en ruta del 2005, la Volta a Irlanda de 2009 i el Tour de Valònia de 2010.

## Palmarès en ruta
- 2002
  - Vencedor d'una etapa del Tour de Brandenburg
  - Vencedor d'una etapa del Circuit des Mines
- 2004
  - 1r a Havant International GP
  - Vencedor d'una etapa del Circuit des Mines
- 2005
  -  Campió del Regne Unit en ruta
  - Vencedor de 3 etapes de la Ruban Granitier Breton
  - Vencedor d'una etapa del Giro del Cap
  - 1r al Lincoln International GP
  - 1r al Havant International GP
- 2006
  - 1r a la Druivenkoers Overijse
  - 1r al Tríptic de les Ardenes
  - Vencedor d'una etapa del Tour de Beauce
- 2007
  - 1r a la Beaumont Trophy
- 2008
  - Vencedor de 3 etapes del Cinturó a Mallorca
  - 1r a Abergavenny Criterium International
  - 1r al Gran Premi de Gal·les
  - Vencedor d'una etapa de la Volta a Irlanda
- 2009
  - 1r a la Volta a Irlanda i vencedor d'una etapa
  - Vencedor d'una etapa del Cinturó a Mallorca
- 2010
  - 1r al Tour de Valònia i vencedor d'una etapa
  - Vencedor d'una etapa del Critèrium Internacional
- 2012
  - 1r al Gran Premi de Lillers-Souvenir Bruno Comini
  - 1r a la Beaumont Trophy
  - Vencedor d'una etapa de la Volta a Noruega
  - Vencedor d'una etapa del Circuit de les Ardenes
- 2013
  -  Campió del Regne Unit en critèrium
- 2016
  - Vencedor d'una etapa del Tour de Loir i Cher

### Resultats al Giro d'Itàlia
- 2011. 140è de la classificació general

## Palmarès en pista
- 2002
  -  Campió del Regne Unit en puntuació
  -  Campió del Regne Unit en scratch
- 2003
  -  Campió del Regne Unit en scratch
  -  Campió del Regne Unit en puntuació (amb Dean Downing)

### Resultats a laCopa del Món
- 2004
  - 1r a Sydney, en Persecució per equips